# Ivanovka (domaine)
 (août 2025).
Ne doit pas être confondu avec Ivanovka (raïon de la Tcharych).
Ivanovka (en russe : Ивановка) est un village et domaine rural situé dans le raïon d'Ouvarovo, région de Tambov, en Russie. Il fut la résidence d'été du compositeur russe Sergueï Rachmaninov entre 1890 et 1917 jusqu'à son émigration aux États-Unis. Nombre des premiers chefs-d'œuvre de Rachmaninov y furent créés. Un musée commémorant la vie et les œuvres du compositeur y est ouvert depuis 1982.

## Histoire
S. A. Satina, une cousine de Rachmaninov, écrivit dans ses mémoires à propos du domaine :
« Le petit village d'Ivanovka jouxtait notre domaine. D'interminables champs s'étendaient autour de nous, se confondant à l'horizon avec le ciel. Au loin, à l'ouest, le clocher de notre église paroissiale, située à huit kilomètres d'Ivanovka, était visible. Au nord se trouvait le moulin à vent de quelqu'un, à l'est rien que des champs, et au sud notre forêt de trembles. Sur de nombreux kilomètres autour d'Ivanovka, ces trembles et notre jardin près de la maison étaient les seuls arbres parmi les champs, et par conséquent cette tremblaie était un refuge pour les lièvres, les renards, et même parfois des loups venant de quelque part, surtout pour les oiseaux qui y nichaient et emplissaient l'air de pépiements et de chants. »

## Destruction et reconstruction
Tous les bâtiments de la ville d'Ivanovka furent détruits pendant la révolution d'Octobre et la guerre civile russe. Le village fut reconstruit lorsque le Bureau du Comité régional de Tambov décida de créer une institution à la mémoire de Rachmaninov. L'auteur local D.V. Kalachnikov écrivit une brochure intitulée « Les sites de Rachmaninov dans la région de Tambov » et milita pour la création d'un site en son héritage.
Le musée S.V. Rachmaninov fut ouvert en août 1978 comme une succursale du Musée régional de Tambov. Le 18 juin 1982, le Musée-maison Rachmaninov fut inauguré aux côtés d'un portrait sculptural par K. Ya. Malofeev et A.S. Koulikov.
Un certain nombre d'éléments du domaine ont été successivement construits, avec un garage établi en 1993, un garde-manger en 1994, et un manoir en 1995.

## Activités actuelles
Aujourd'hui, le village accueille des conférences scientifiques, festivals de musique, concours, concerts, assemblées musicales et théâtrales. Les festivals organisés comprennent le Festival du Lilas (1985–présent), l'Été musical à Ivanovka (1986–présent), Jazz à Ivanovka (1989–présent), Été étoilé à Ivanovka (1990–présent), et Nuit du Lilas à Ivanovka (1990–présent).
La première d'une série annuelle de conférences scientifiques eut lieu en 1993, intitulée « S.V. Rachmaninov et la culture musicale mondiale ».